# (5418) Joyce
(5418) Joyce ist ein Asteroid des Hauptgürtels, der am 29. August 1981 vom tschechischen Astronomen Antonín Mrkos am Kleť-Observatorium (Sternwarten-Code 046) bei Český Krumlov in Südböhmen entdeckt wurde.
Der Asteroid wurde nach dem irischen Schriftsteller James Joyce (1882–1941) benannt, der wegen seiner Werke Dubliner, Ulysses und Finnegans Wake als einer der wichtigsten Vertreter der literarischen Moderne gilt.